# Joseph Noll
Joseph Noll (* 16. März 1810 in Dammersbach (heute Hünfeld); † 11. Juni 1873 ebenda) war ein deutscher Bürgermeister und Mitglied der Zweiten Kammer der  kurhessischen Ständeversammlung.

## Leben
Joseph Noll wurde als Sohn des Friedrich Noll und dessen Ehefrau Anna Maria Schäfer geboren.
In seiner Heimatgemeinde Dammersbach war er Bürgermeister und erhielt in dieser Funktion im Jahre 1852 ein Mandat für die Zweite Kammer der kurhessischen Ständeversammlung. Er war für den Wahlkreis Hünfeld-Land bis 1854 in dem Parlament. Dieses wurde nach den Unruhen im Jahre 1831 zum Zweck der Beratung und Verabschiedung einer Verfassung gebildet und hatte bis 1866 Bestand, als das Land Hessen von Preußen annektiert wurde. 